# Aanslag op nachtclub in Istanbul op 1 januari 2017
De aanslag op een nachtclub in Istanbul op 1 januari 2017 was een aanslag gepleegd door een schutter op nachtclub Reina in de wijk Ortaköy van de Turkse stad Istanbul tijdens nieuwjaarsnacht. De verantwoordelijkheid voor de aanslag werd opgeëist door terreurgroep Islamitische Staat.

## Verloop
Op nieuwjaarsdag, omstreeks 1.30 uur plaatselijke tijd, opende een schutter verkleed als kerstman het vuur op bezoekers van de nachtclub. Bij de schietpartij vielen 39 doden en 69 gewonden.
Onder de doden bevonden zich veel buitenlanders, onder wie zeven Saoedi's, drie Irakezen, één Belg en drie Libanezen. Na het bloedbad sloeg de dader op de vlucht. De plaatselijke politie begon daarna een klopjacht om de dader op te sporen.

## Achtergrond
De aanslag vond plaats in een tijd waarin Turkije veel te kampen had met terreuraanslagen. In december 2016 werden al twee grote aanslagen gepleegd: de moord op een Russische ambassadeur en een dubbele bomaanslag met 44 doden, eveneens in Istanbul.

## Dader
Op 16 januari 2017 werd de vermoedelijke dader, de 34-jarige Abdoelgadir Masjaripov, een Oezbeek van Kirgizische afkomst, aangehouden in een woning in Esenyurt. De verdachte legde op 17 januari 2017 een bekentenis af.